# 母親たる九人姉妹

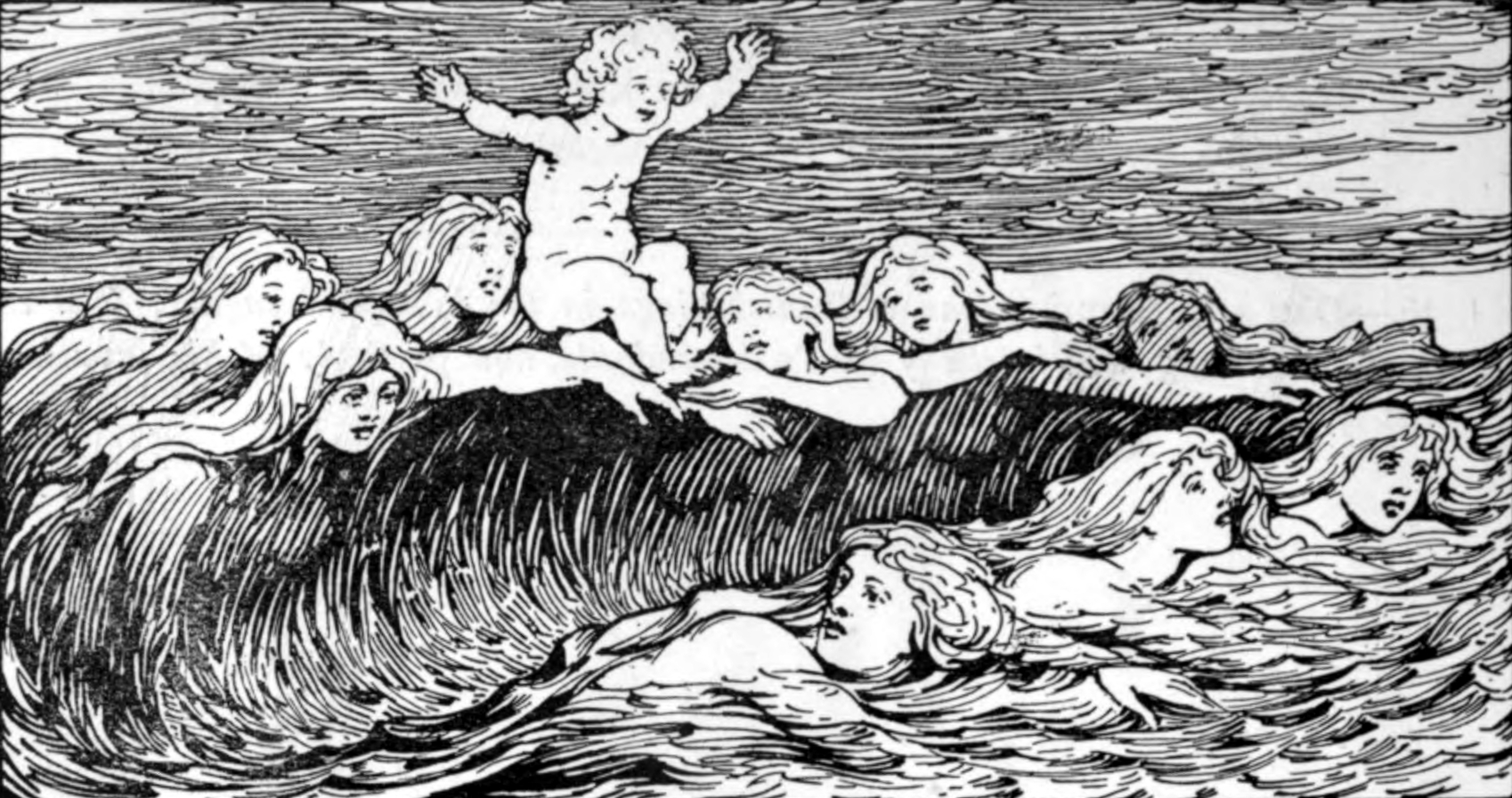
W・G・コリングウッドによる「ヘイムダルと九人の母親」（1908年）、ヘイムダルの九人の母親は波として描かれている

母親たる九人姉妹（ははおやたるきゅうにんしまい）とは、北欧神話においてヘイムダル神を産んだとされている九人姉妹である。「ヘイムダルの九人の母親」については13世紀にスノッリ・ストゥルルソンが書いたスカルド詩の『スノッリのエッダ』で明言されており、また、13世紀初期の伝統的な資料から編纂された詩集である『古エッダ』の詩にも含まれている可能性がある。学者たちは「九人の母親から生まれた」ということは何を意味するのかを議論し、その概念を他のヨーロッパの民俗モチーフに結びつけようとしてきた。学者たちは「ヘイムダルの九人の母親」は波を擬人化した「エーギルとラーンの九人の娘」と同一であると理論化している。そして、ヘイムダルは海から生まれる。

## 根拠
「ヘイムダルの九人の母親」は『スノッリのエッダ』の中の『ギュルヴィたぶらかし』と『詩語法』の2冊の本で言及されている。『たぶらかし』では、ヘイムダルが第25章で紹介されており、ここでは即位したハイの姿が偽装した伝説の王ガングレリに神の細部について告げている。
その他の詳細の中では、ハイはヘイムダルが九人姉妹の息子であると述べ、参考としてヘイムダルが九人姉妹から生まれたと記された詩『ヘイムダルの謎』（『ヘイムダルガルド』とも）からの2行を示す：

Offspring of nine mothers am I,
of nine sisters am I the son.
九人の母親が私を生んだ。
私は九人の姉妹の息子だ。

『詩語法』の第16章には、10世紀のスカルド詩人ウールヴル・ウッガソンの作品が引用されている。この詩ではヘイムダルを「八人の母親ともう一人の息子」と呼んでいる。引用された詩に続く散文は、詩がヘイムダルを九人の母親の息子として言及していることを指摘している。
詩『巫女の予言短篇』（詩『ヒュンドラの歌』に含まれ、しばし『古エッダ』の一部とみなされている）には、学者がヘイムダルの彼の九人の母親を指すと頻繁に理論化した3つのスタンザが含まれている。
- スタンザによれば、はるか昔、世界の果てにいる九人の霜の巨人の乙女によって強力な神が生まれた。
- この少年は、大地の強さ、氷の冷たい海、そして豚の血によって栄養を与えられて強く育った。
- この九人の乙女にはそれぞれ名前がつけられている。

これらの名前の説明については#名前節参照のこと（以下の翻訳は、古ノルド語の形式を英語化したもであることに注意が必要）。
問題のスタンザは次の通り：

| ベンジャミン・ソープ翻訳（1866年）： There was one born, in times of old, with wondrous might endowed, of origin divine: nine Jötun maids gave birth, to the gracious god, at the world's margin. Giâlp gave him birth, Greip gave him birth, Eistla gave him birth, and Angeia; Ulfrûn gave him birth, and Eyrgiafa, Imd and Atla, and Jârnsaxa. The boy was nourished with the strength of the earth, with the ice-cold sea, and with Sôn's blood. | ヘンリー・アダムズ・ベロウズ翻訳（1923年）： One there was born in the bygone days, Of the race of the gods, and great was his might; Nine giant women, at the world's edge, Once bore the man so might in arms. Gjolp there bore him, Greip there bore him, Eistla bore him, and Eyrgjafa, Ulfrun bore him, and Angeyja, Imth and Atla, and Jarnsaxa. Strong was he made with the strength of the earth, With the ice-cold sea, and the blood of swine. | ジェラミー・ドッズ翻訳（2014）： 'One was born in olden days, endowed with power from the gods. Nine Jotun maids carried him, a spear-splendid man, along the Earth's edge. ... Gjalp bore him, Greip bore him, Eistla bore him and Eyrgjafa, Ulfrun and Angeyja, Imd, Atla and Jarnsaxa. He was endowed with the Earth's power, with the cold sea, with boar's blood. |

### 名前
『巫女の予言短篇』に見られるヘイムダルの母親の名前のいくつかは他の様々な資料に現れており、個々の存在に言及している場合も言及していない場合もある：
| 名前                              | 意味 | 備考 |
| --------------------------------- | --- | --- |
| アンゲイヤ (Angeyja)              | 意味不明。提案されている語源には「嫌がらせをする者」、「樹皮」、「狭い島のもの」がある。 | |
| アトラ (Atla)                     | 「議論の余地のある者」 | 名前が『名の諳誦』で霜の巨人として挙げられている。 |
| エイストラ (Eistla)               | 意味不明。提案されているものとしては「嵐の者」（「急いで」を意味するeisaから）、潜在的な海の神（「睾丸」あるいは「腫れた、腫れあがるもの」のeisaから）、および「輝く者」（「輝く灰、火」のeisaから）。 | |
| エイルギャヴァ (Eyrgjafa)         | おそらく「砂の提供者」ないし Ørgjafa 「傷を与える者」 | |
| ギャールプ (Gjálp)                | おそらく「巫女」ないし「ほえる者」 | 「ギャールプ」という名前は古ノルド語の文集に霜の巨人としてたびたび現れる。「ギャールプ」と「グレイプ」は霜の巨人ゲイルロズの娘の名前として同時に『詩語法』に登場する。ギャールプは川を反乱させてトールを殺そうとした。 |
| グレイプ (Greip)                  | 「つかまえる者」 | 「ギャールプ」と「グレイプ」は霜の巨人ゲイルロズの娘の名前として同時に『詩語法』に登場する。 |
| イムズ (Imðr) ないし イムド (Imð) | おそらく狼のimaに関係している。 | |
| ヤールンサクサ (Járnsaxa)         | 「鉄のナイフを持つ者」 | 名前は『名の諳誦』の霜の巨人の中にリストされており、トール神がマグニを産ませた人物とは明らかに別の人物を指している。                                                                                                   |
| ウールヴルーン (Ulfrún)           | 「狼 ルーン文字」ないし「狼女」 | 古ノルド語の女性の名前にみられる。 |

## 学術的な受容と解釈
『巫女の予言短篇』で言及されている九人の母親全員の名前は（名の諳誦で一般的な）女の霜の巨人の名前として他のところに現れる。さらにオーチャードはギャールプとグレイプはトール神が自分達の父親にたどり着くのを妨害する霜の巨人の乙女として言及されており、ヤールンサクサはトールの息子マグニの母親であると指摘している。

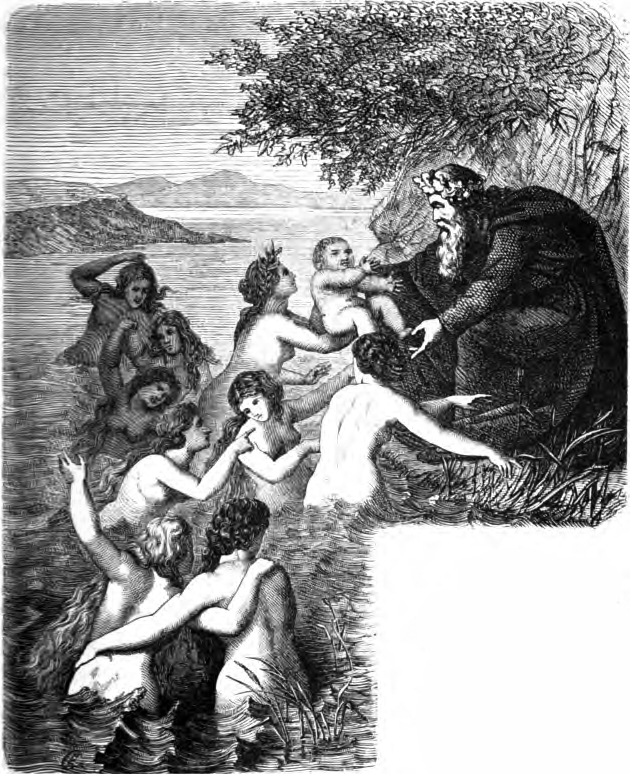
カール・エーレンベルクがヘイムダルの母親たち「波の乙女」として描いた『九人の波の乙女に持ち上げられたヘイムダル』（1882年）

何人かの学者はヘイムダルの九人の母親をエーギルとラーンの九人の娘（波の擬人化）と結び付けており、ヘイムダルが海の波から生まれたことを意味するとしている。しかしながら、この関連付けはエーギルとラーンの九人の娘と、ヘイムダルの九人の母親の名前が（『巫女の予言短篇』で見られるように）一致しないことから疑問視されている。学者のジョン・リンドウはヘイムダルの母親たちをエーギルとラーンの娘たちとすることは、エーギルとラーンの娘たちが、ヘイムダルの母親たちと同様に姉妹であることは一致しているが、ヘイムダルの母親たちに関する2つの異なる伝承が両者の違いを説明しているのではないかとコメントしている。